# Estación Castelar
Castelar es una estación ferroviaria ubicada en la ciudad del mismo nombre, partido de Morón, Gran Buenos Aires, Argentina.

## Servicios
Forma parte del Ferrocarril Sarmiento en el servicio que se brinda entre las estaciones Once y Moreno.
En horas pico a la mañana salían hacia Once servicios locales. Hasta 2012 corrían trenes desde Once, terminando en esta estación. A partir de 2013 estos servicios no figuran en los cronogramas de la empresa.

## Ubicación e Infraestructura
Se encuentra ubicada sobre Avenida Rivadavia a la altura 21.000.
Posee tres andenes, uno central para el servicio Once-Moreno, y dos a sus laterales para los trenes que corrían hacia y desde Puerto Madero. En diciembre de 2014 los andenes del Ramal a Puerto Madero fueron demolidos para hacer un Andén Provisorio.
A pocos metros hacia el oeste, se encuentran los depósitos de las formaciones eléctricas.
Posee dos entradas:
Una través del paso a nivel de la calle M. Irigoyen, y la otra por medio de un túnel peatonal que comunica la estación con la Avenida Rivadavia al sur, y con la calle Los Incas al norte, Hasta el 15 de enero de 2015 este túnel se encuentra cerrado debido a mejoramientos en el mismo.

## Historia
Recibe el nombre del ilustre político español Emilio Castelar. La estación fue inaugurada en diciembre de 1913, al producirse la llegada del primer tren a vapor al entonces apeadero denominado Parada kilómetro 22.
Recién el 1 de mayo de 1923 se inauguró la electrificación de las vías férreas.
El 4 de septiembre de 2008 en la zona de la estación se produjeron violentos incidentes con pasajeros que habían perdido un servicio y que provocaron el incendio intencional de toda una formación. A raíz de este problema las agresiones se intensificaron y muchos comercios de la zona fueron víctimas de ataques vandálicos y robos.
Así mismo el 13 de junio de 2013 entre las inmediaciones de esta estación y la anterior que es Morón se produjo un accidente entre dos trenes que dejó un saldo de 3 muertos y 315 heridos.

## Galería fotográfica

Fotografías antiguas
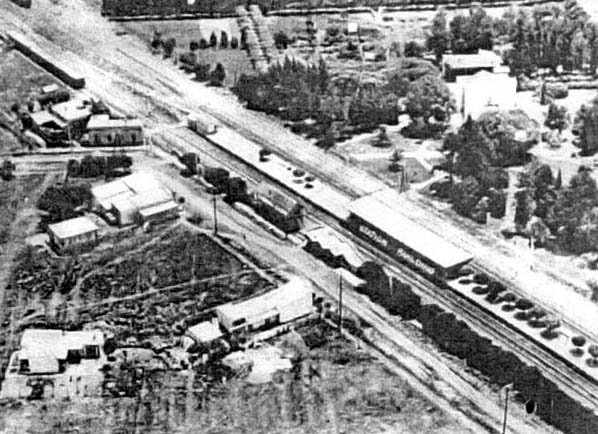
Vista aérea a principios del Siglo XX
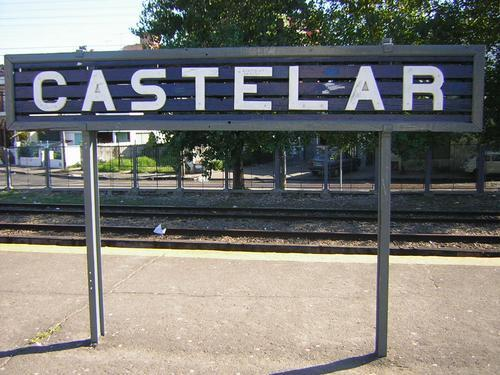
Cartel de identificación en 2007

Fotografías actuales
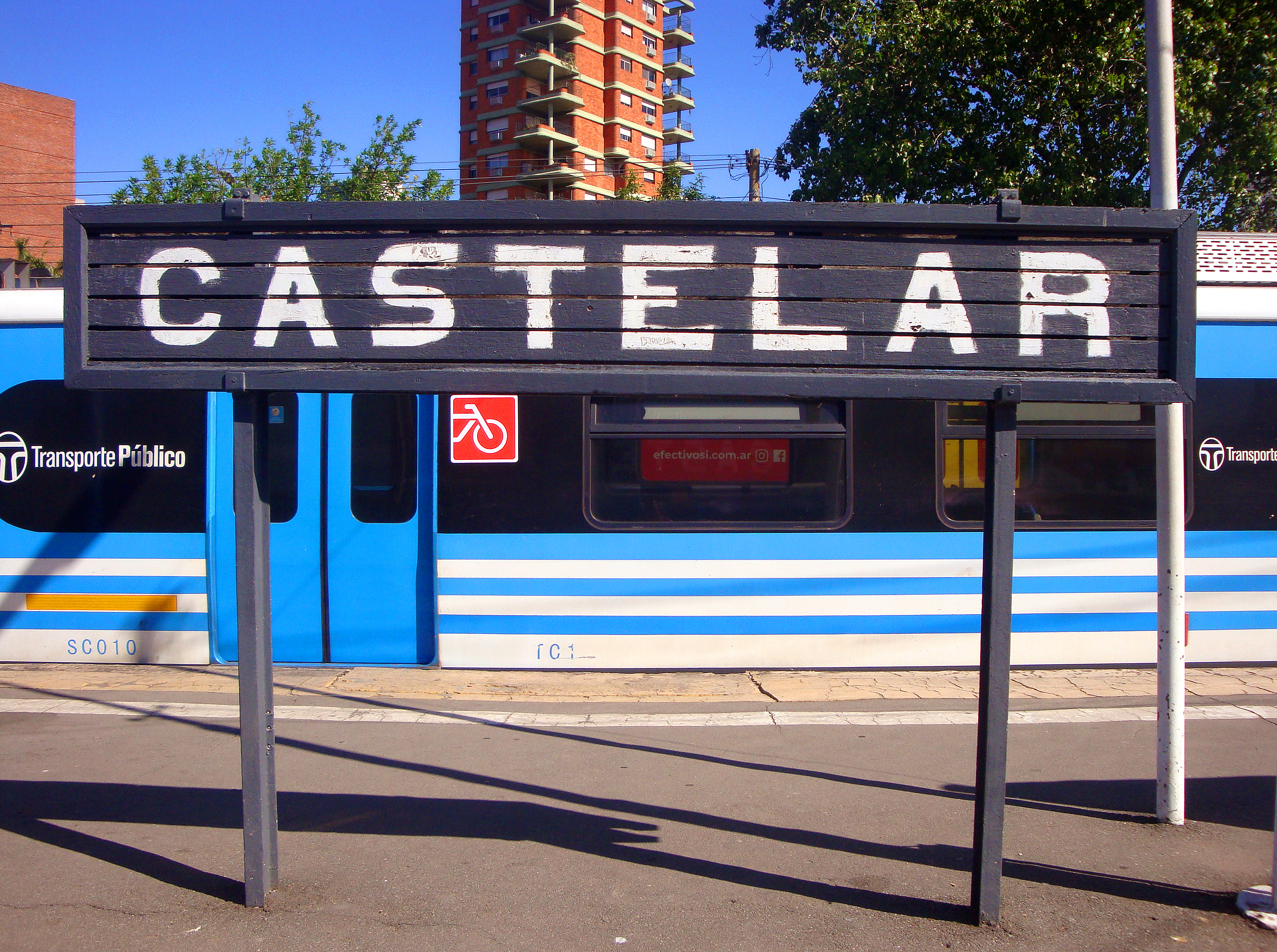
Cartel de identificación en 2022
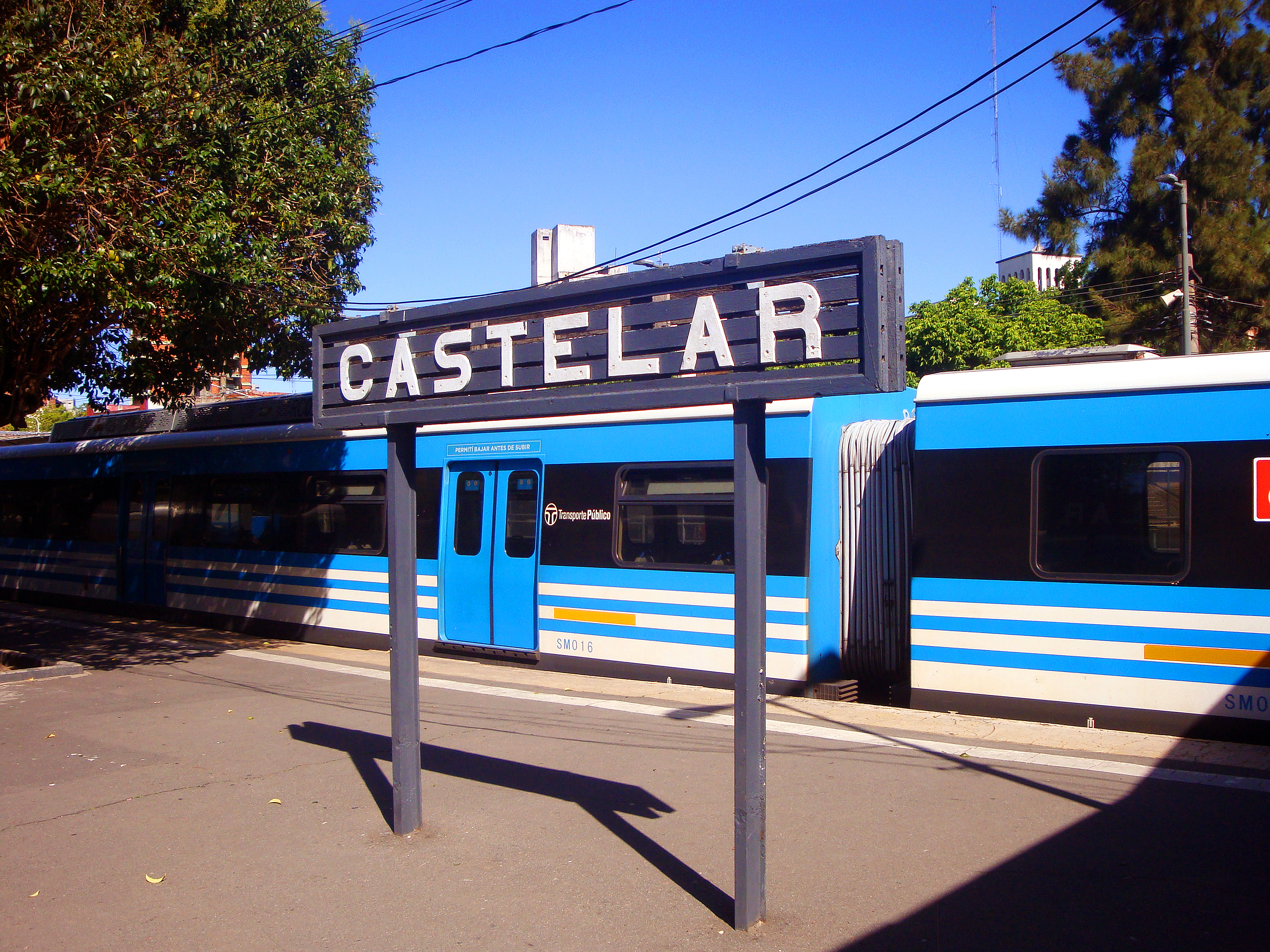
Cartel de identificación en 2022
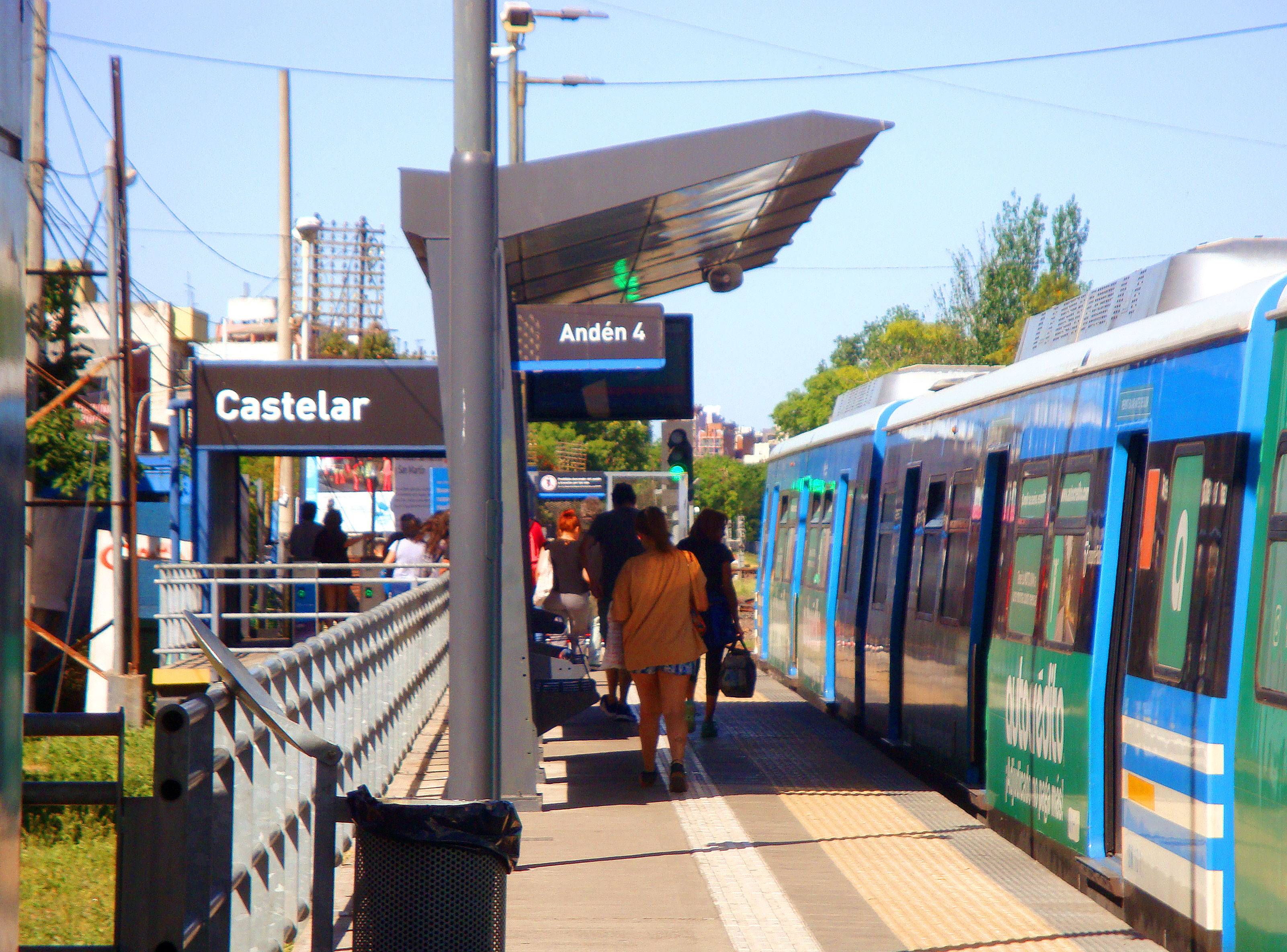
Vista del andén hacia Once
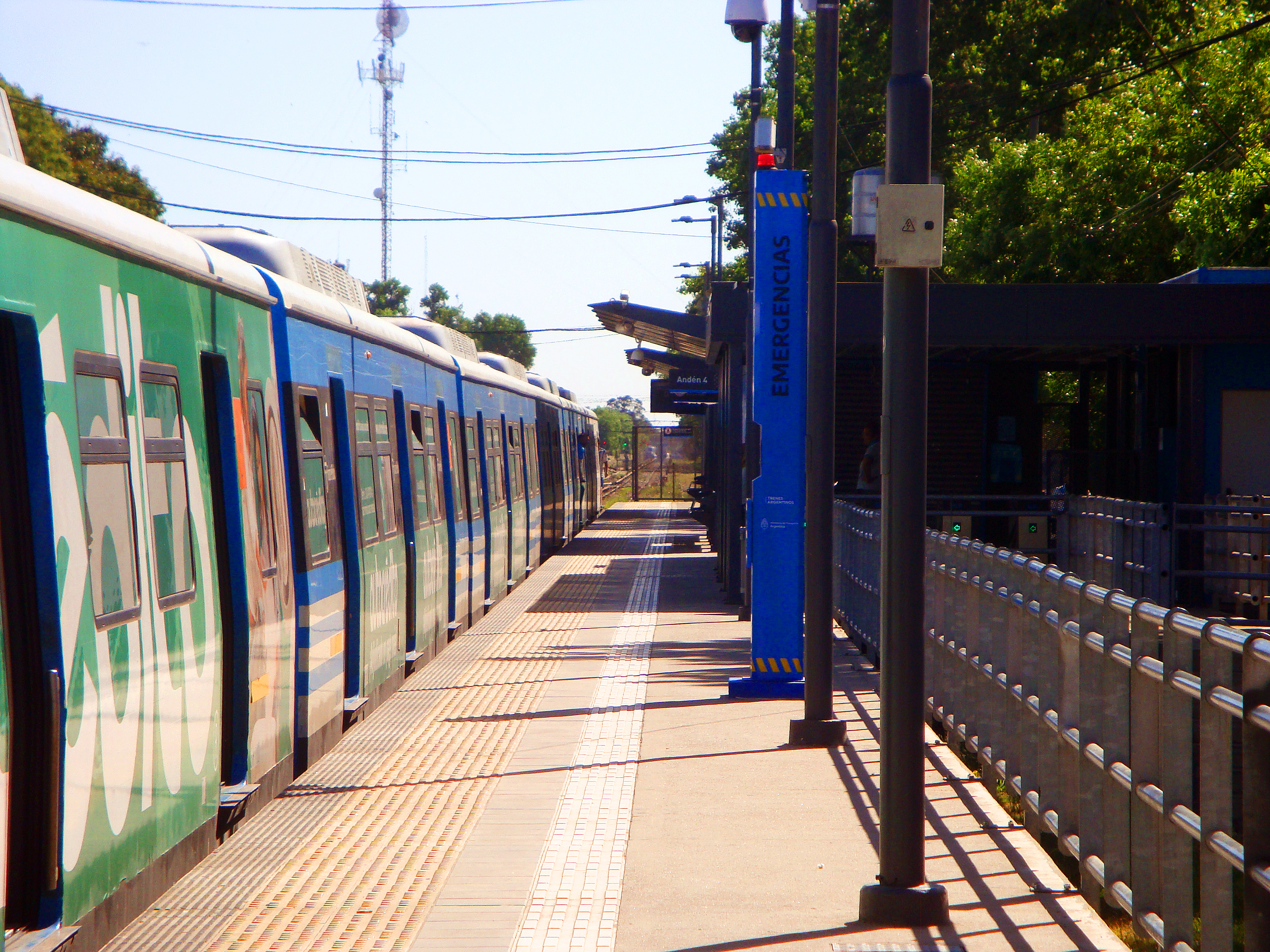
Vista del andén hacia Once
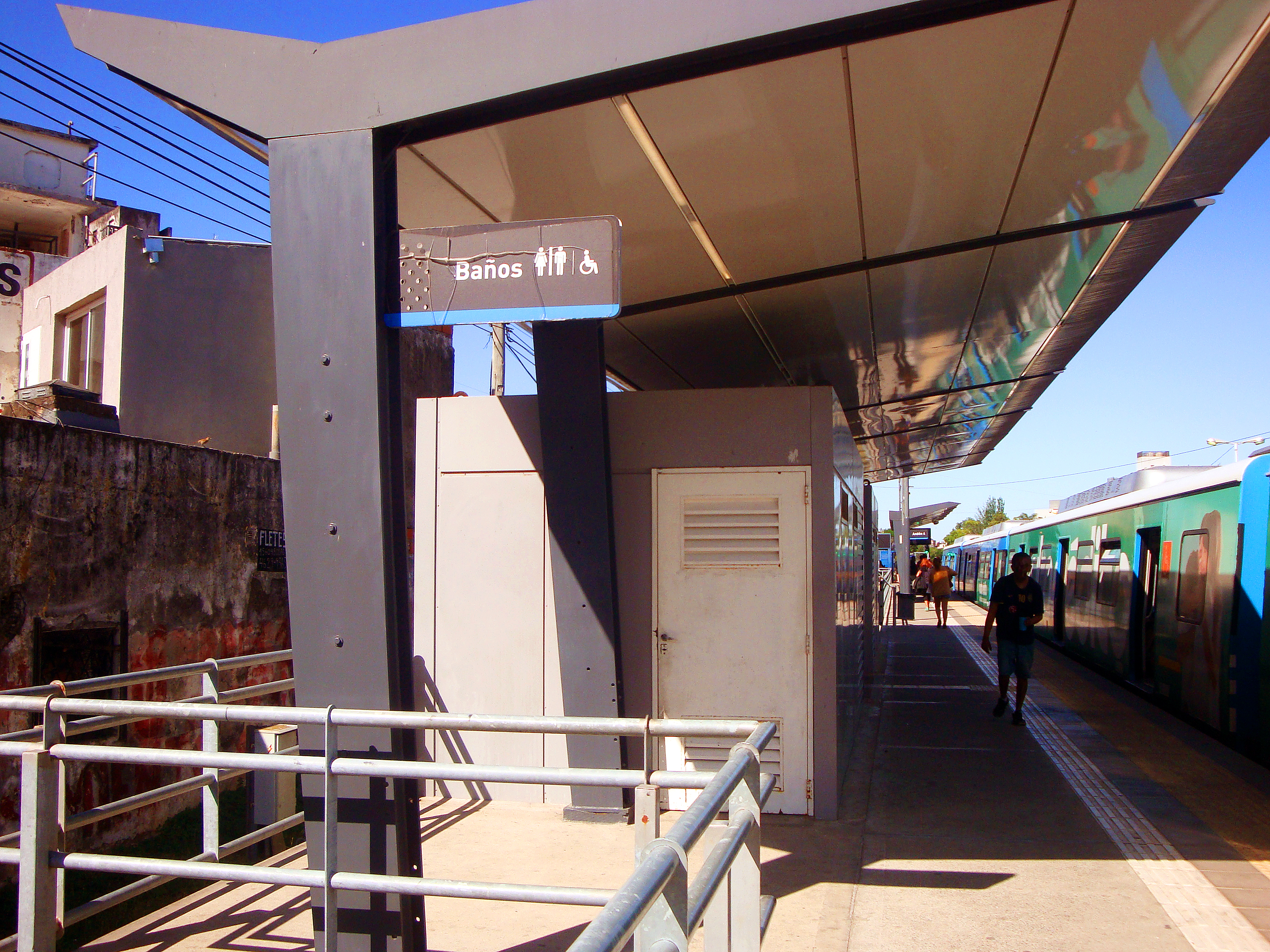
Vista del andén hacia Once
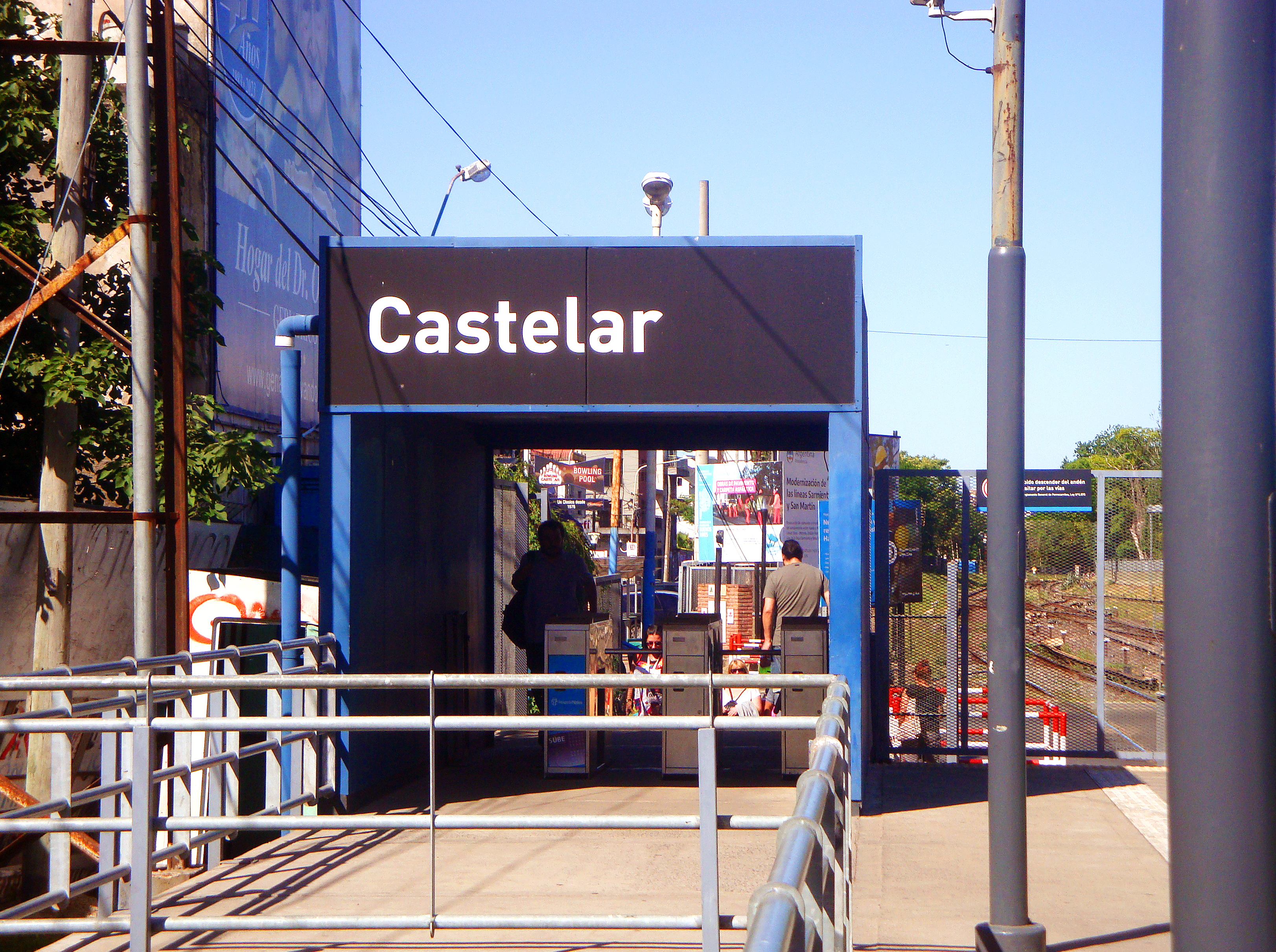
Acceso al andén hacia Once
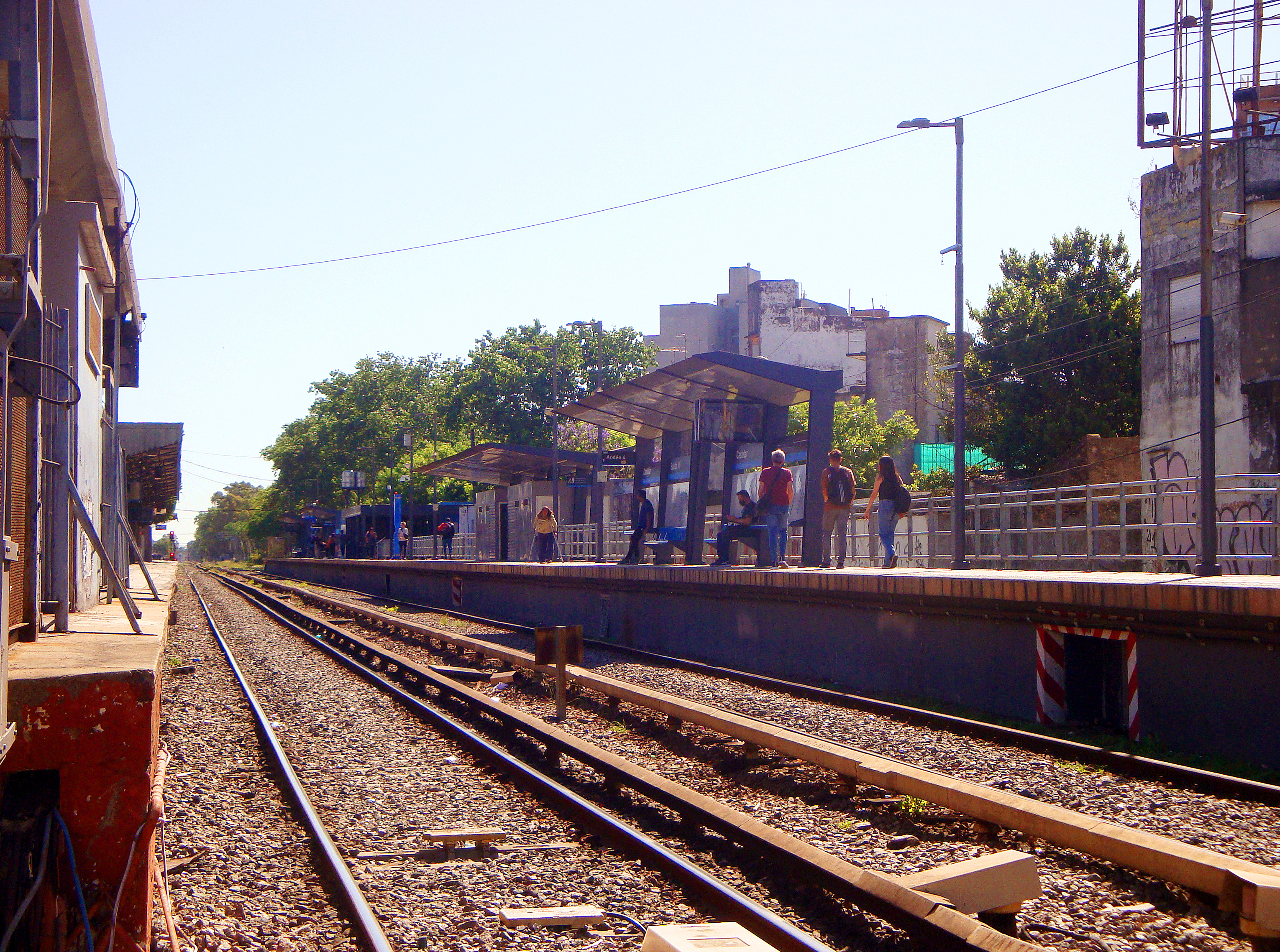
Vista del andén hacia Once desde la calle
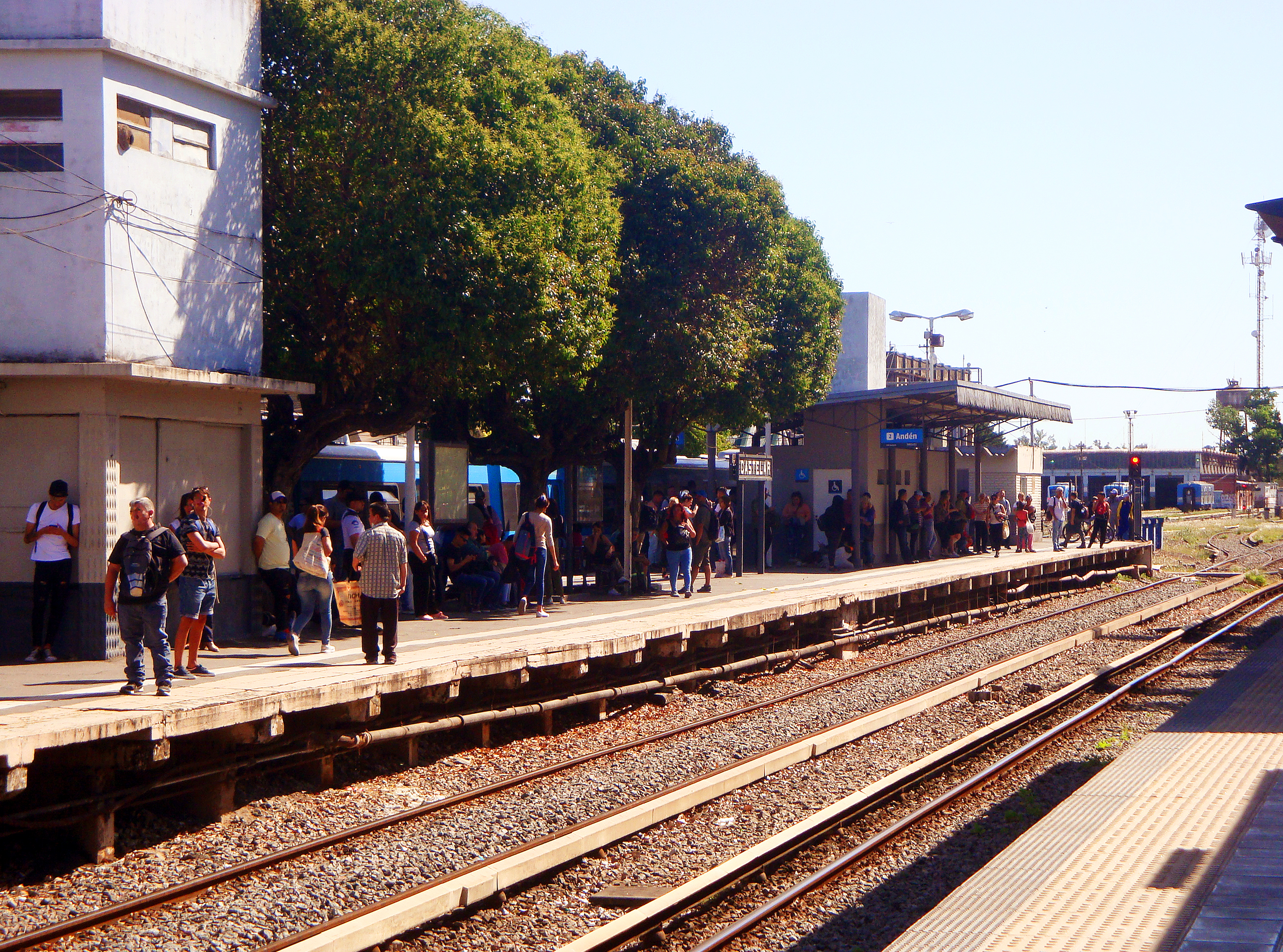
Vista del andén central desde el andén hacia Once
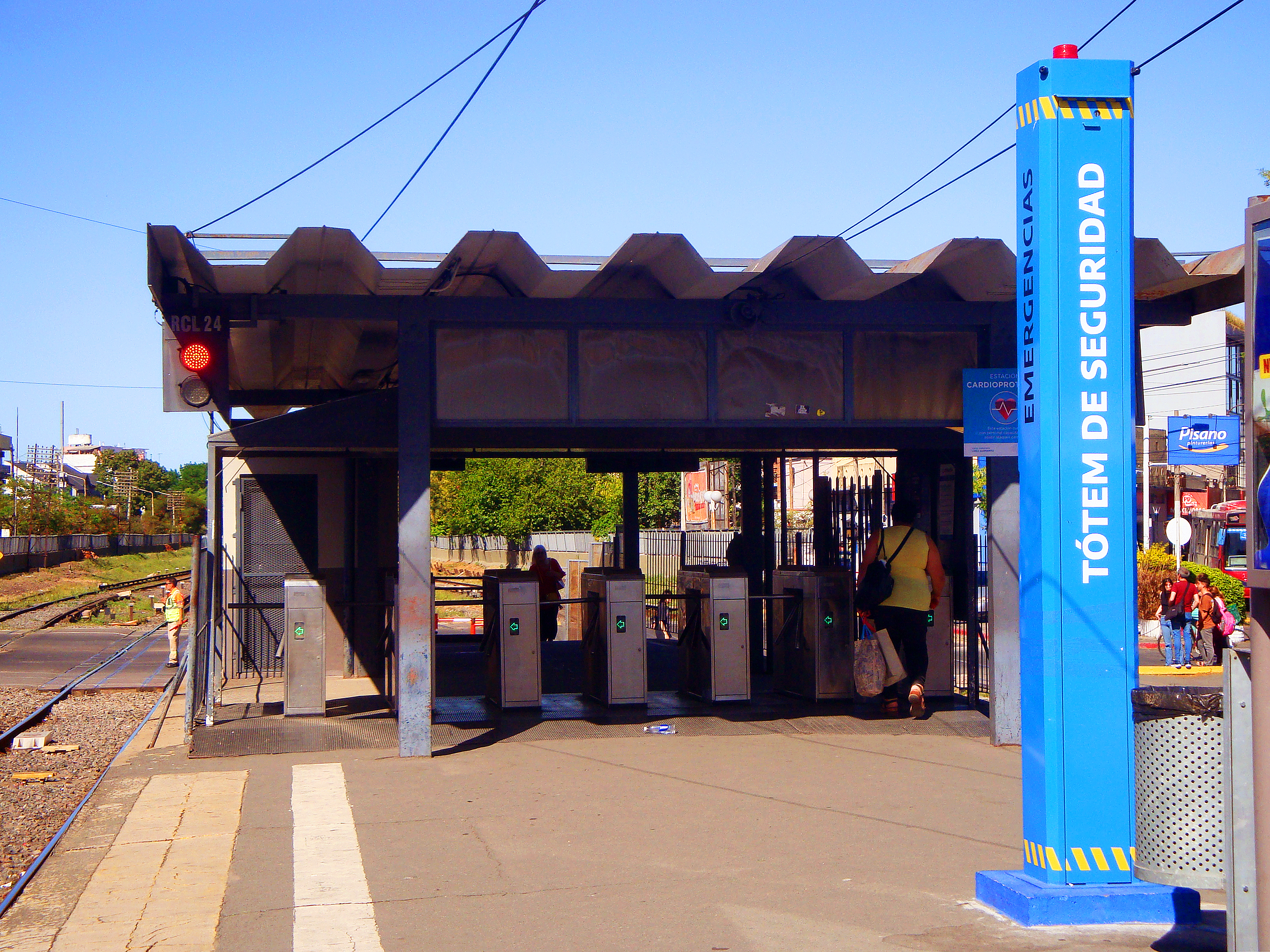
Acceso al andén central
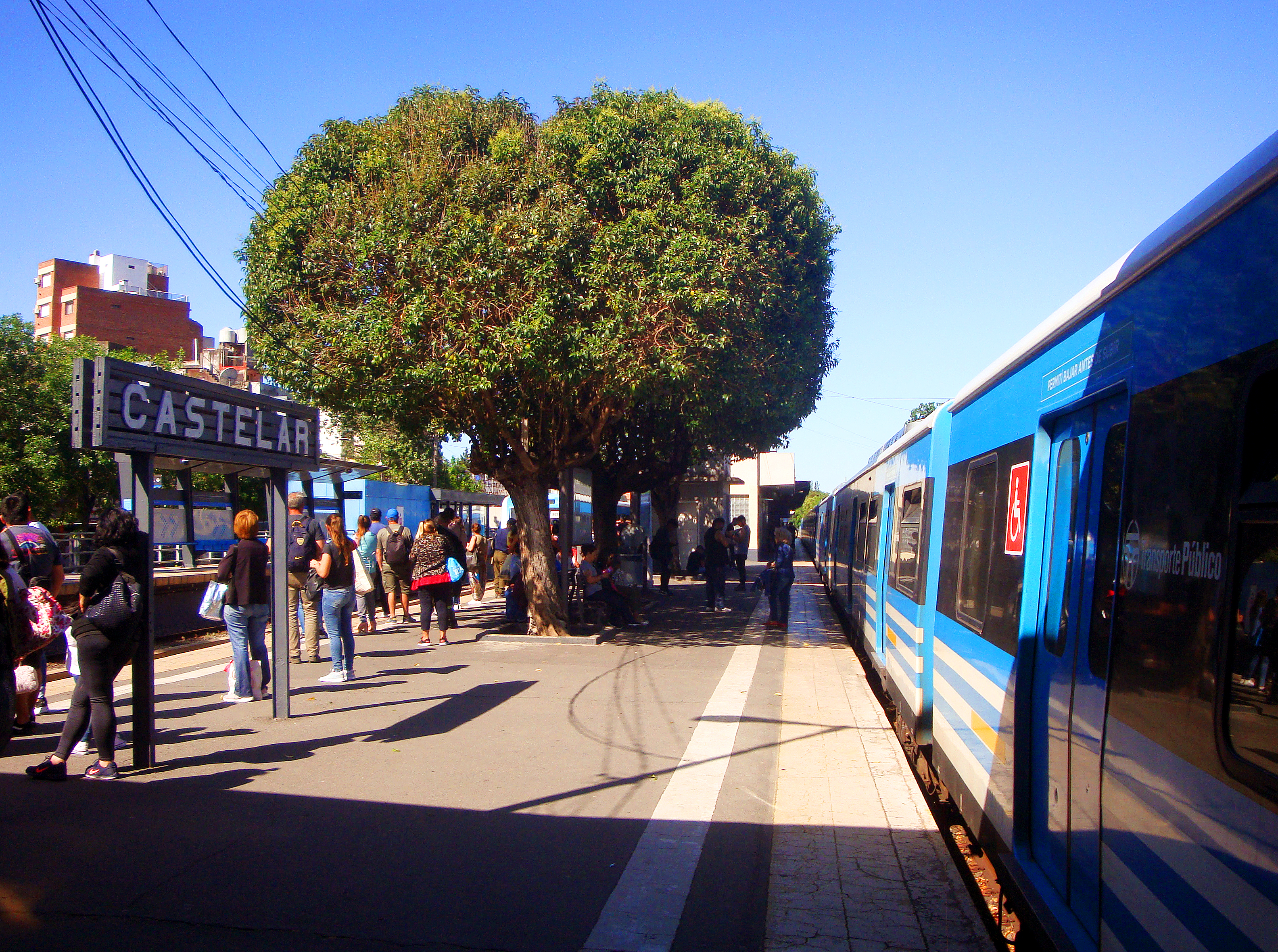
Vista del andén central
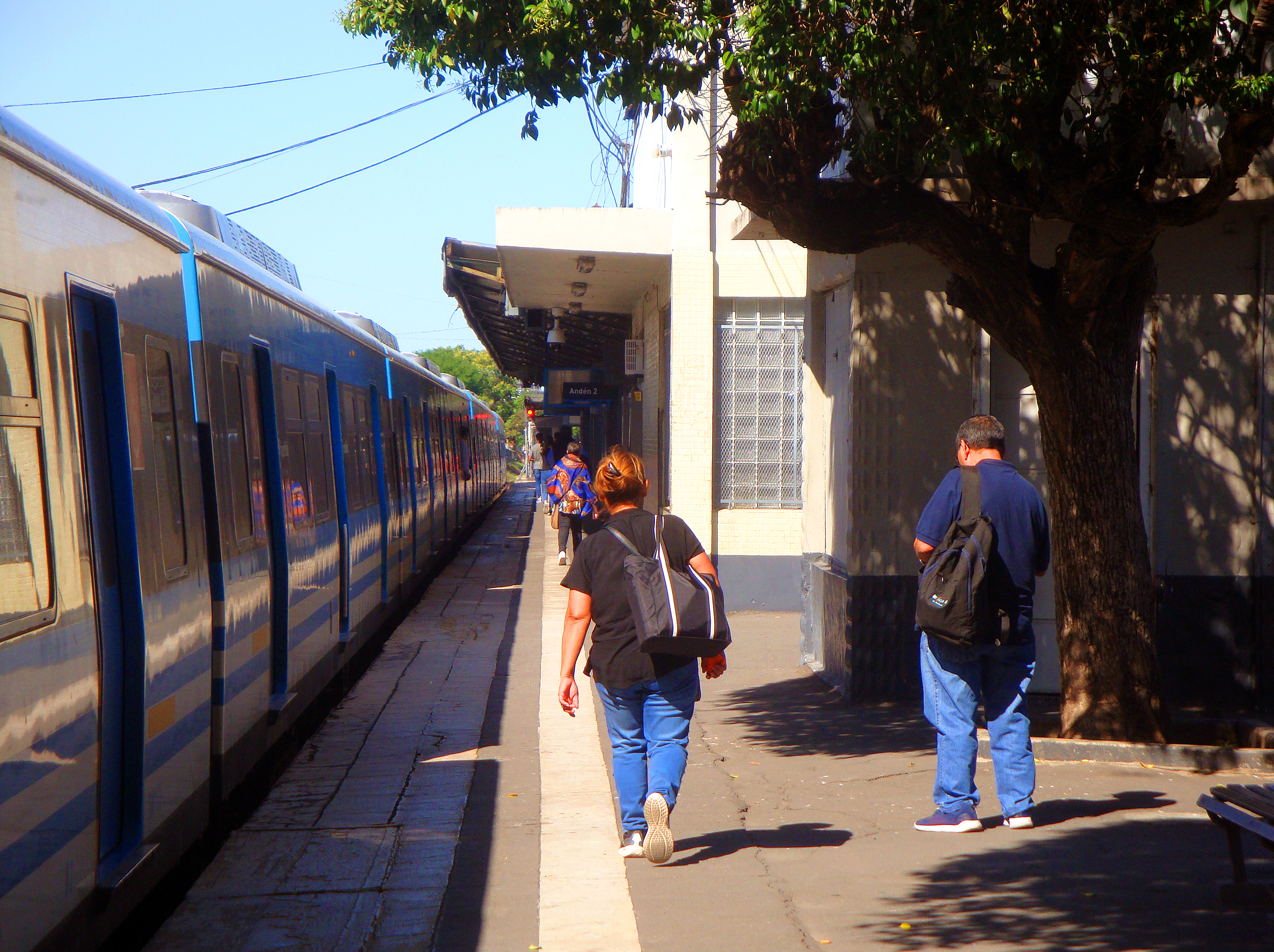
Vista del andén central
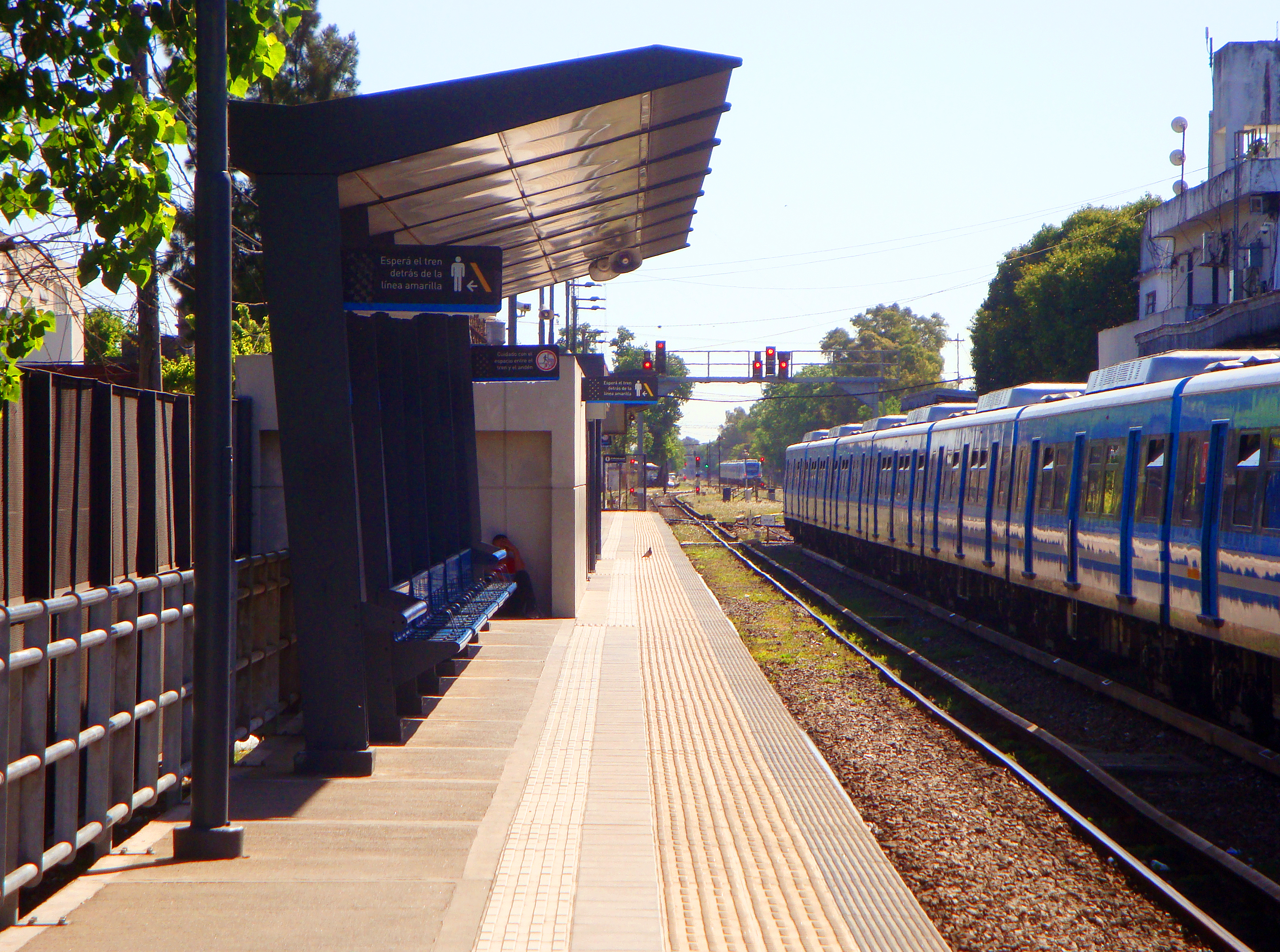
Vista del andén hacia Moreno
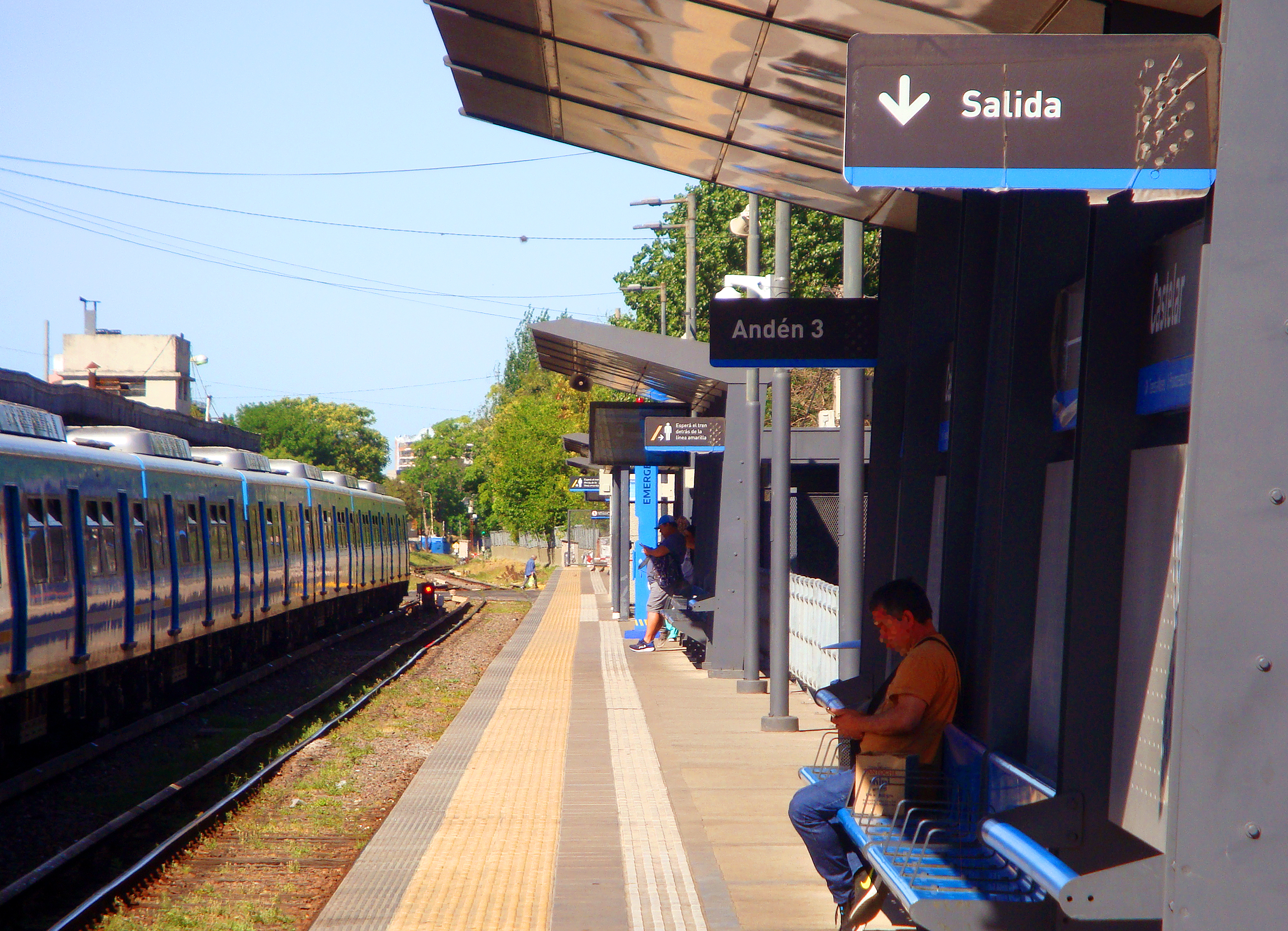
Vista del andén hacia Moreno
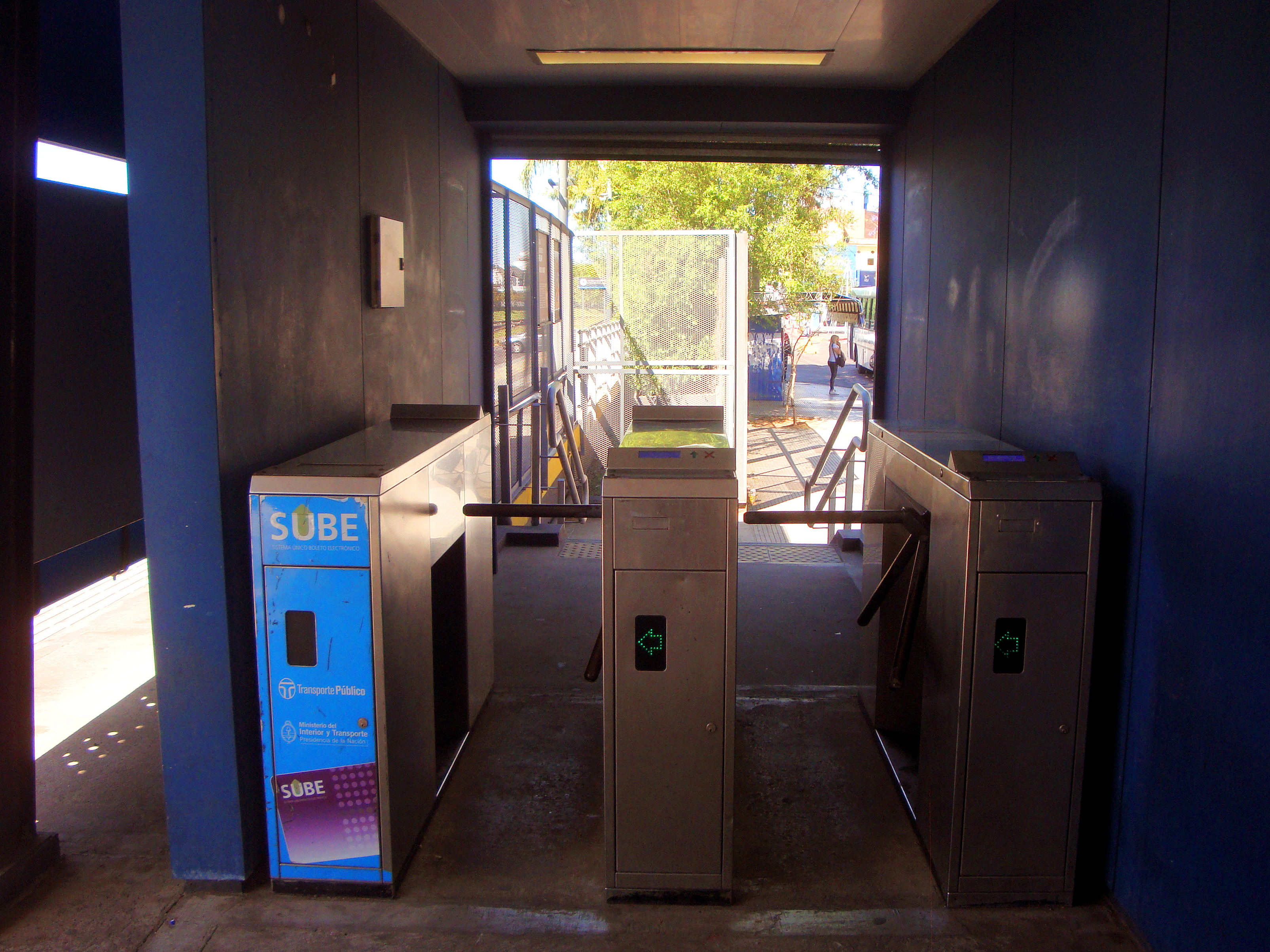
Acceso al andén hacia Moreno
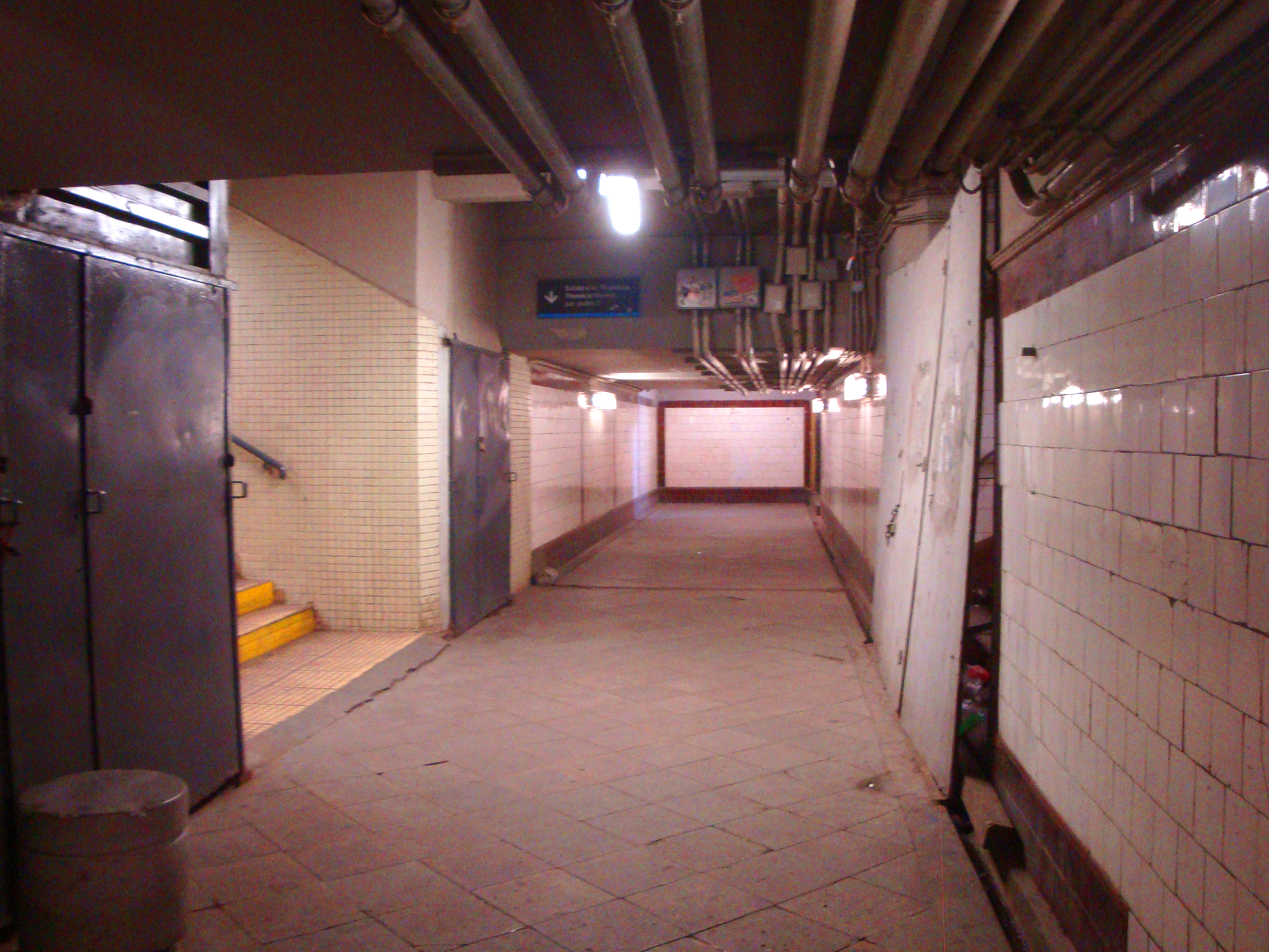
Vista del túnel bajo la estación
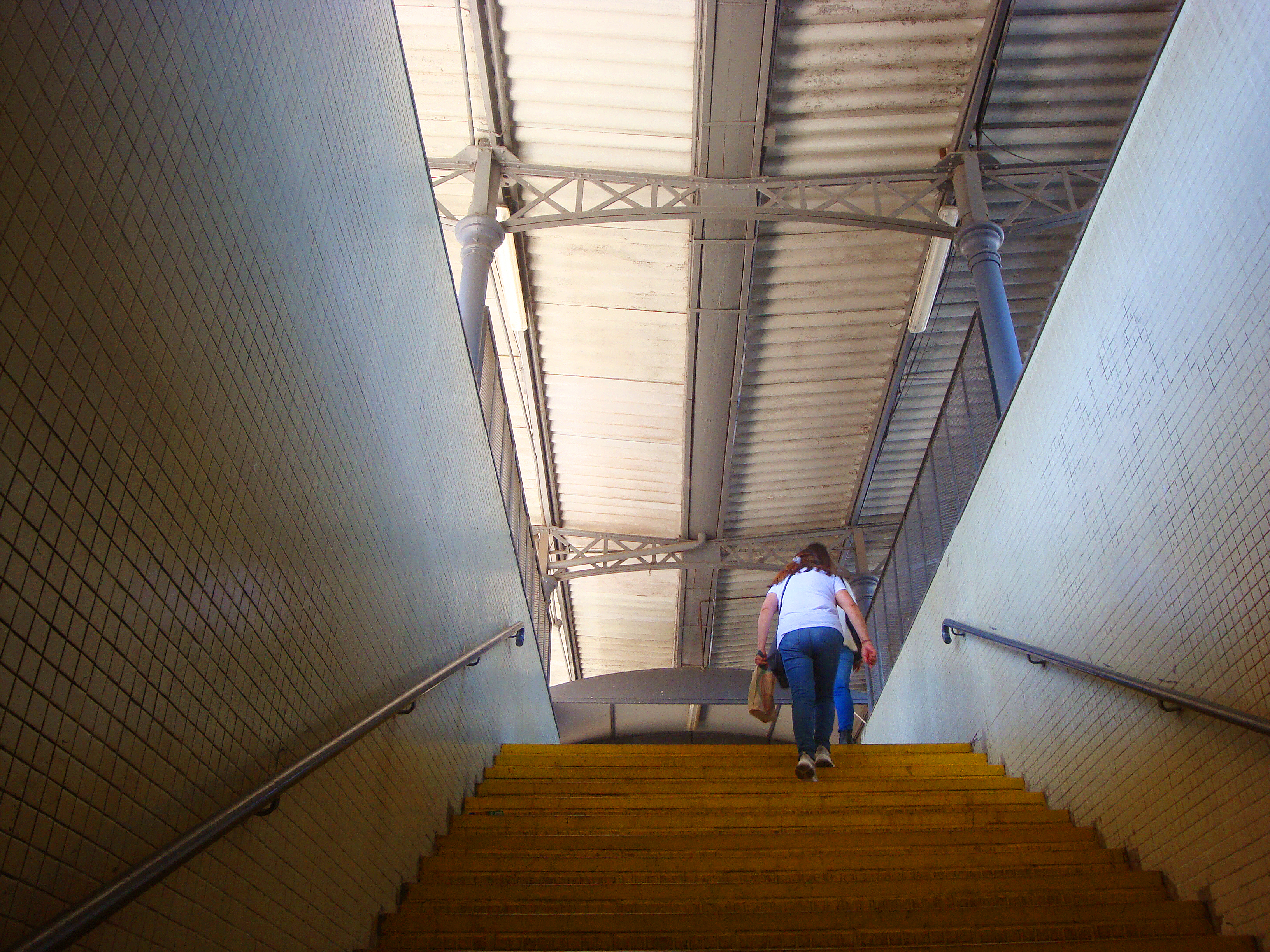
Acceso al andén central desde el túnel
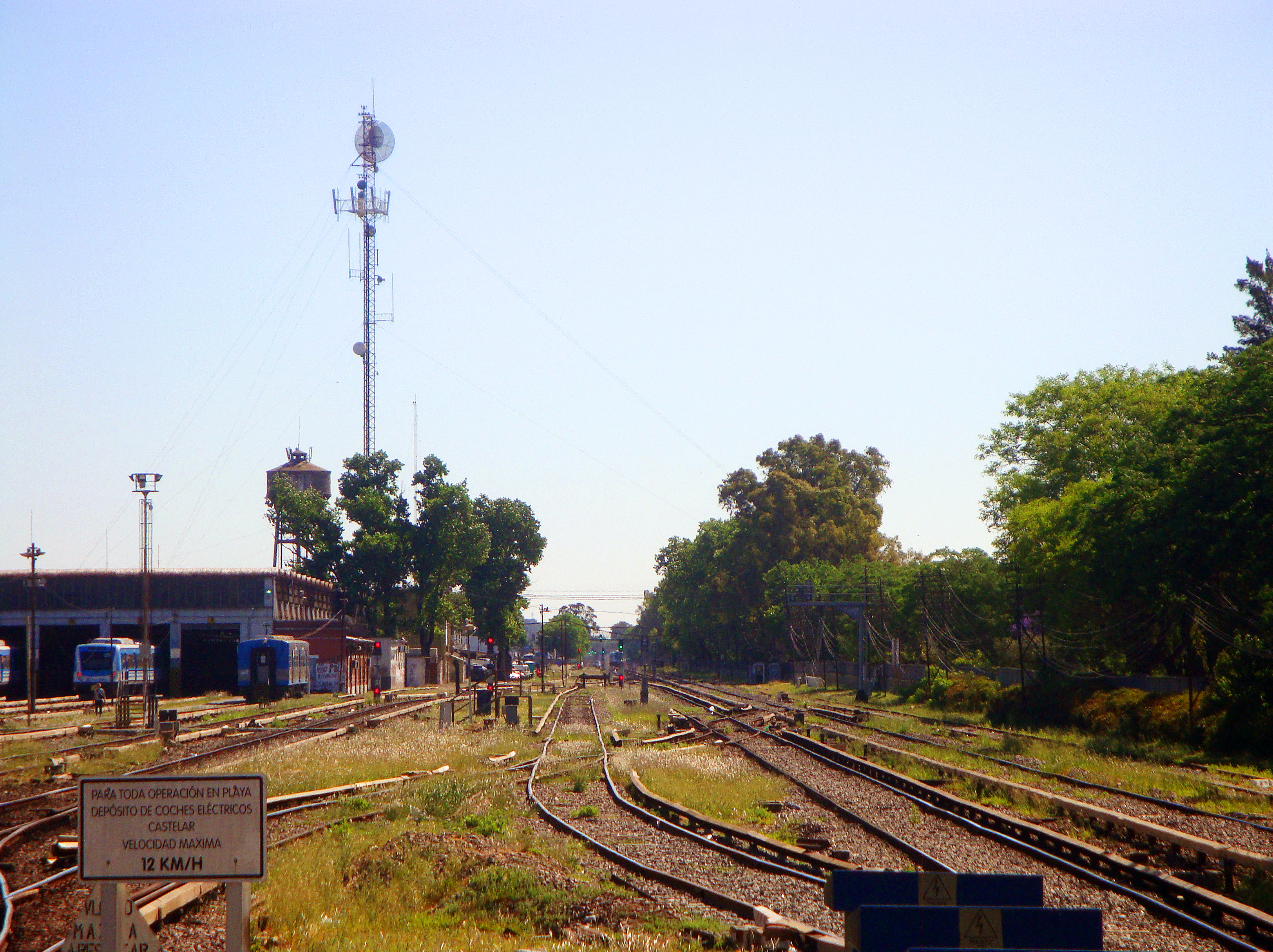
Panorama de las vías con vista hacia Ituzaingó
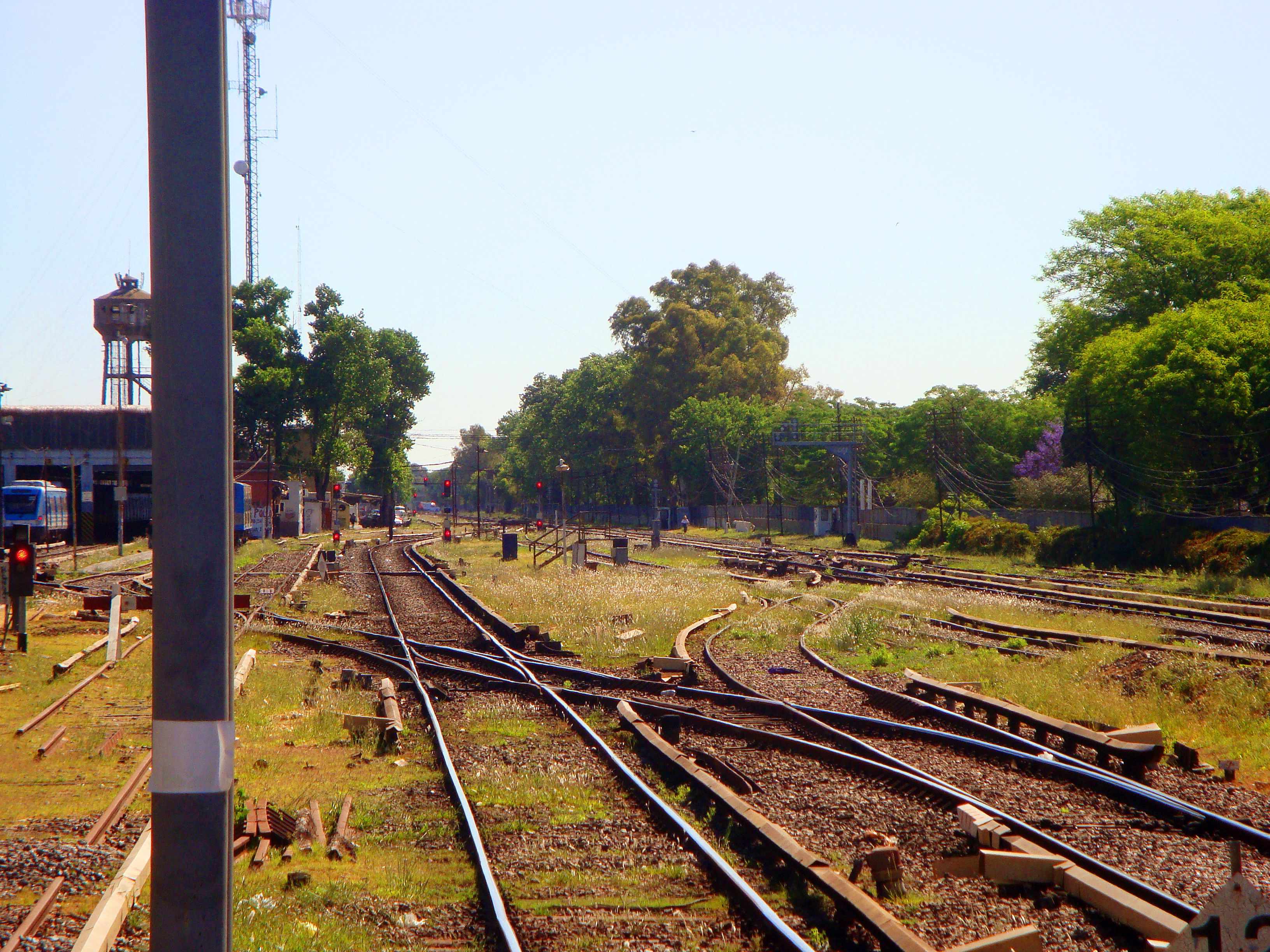
Panorama de las vías con vista hacia Ituzaingó
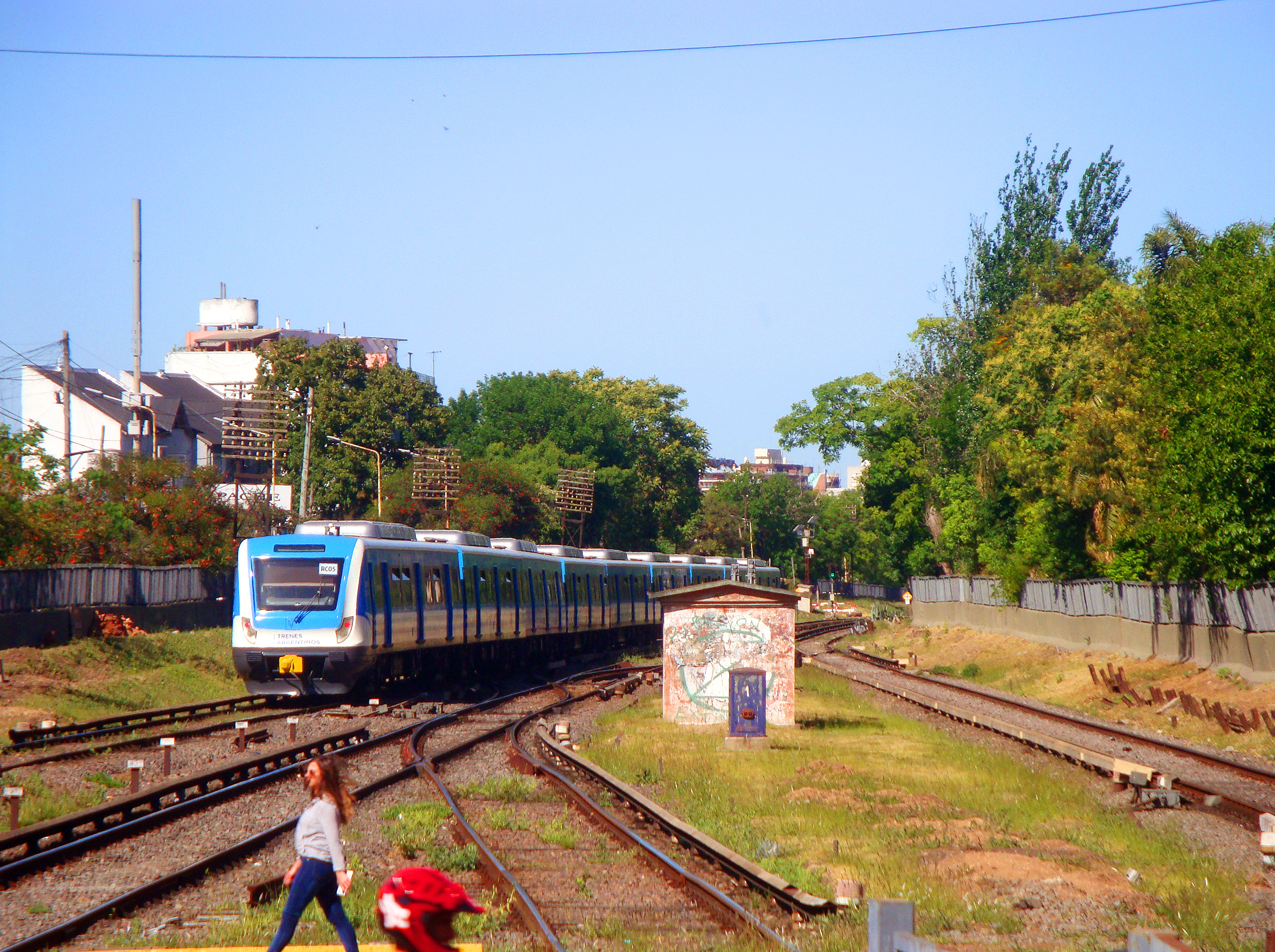
Panorama de las vías con vista hacia Morón
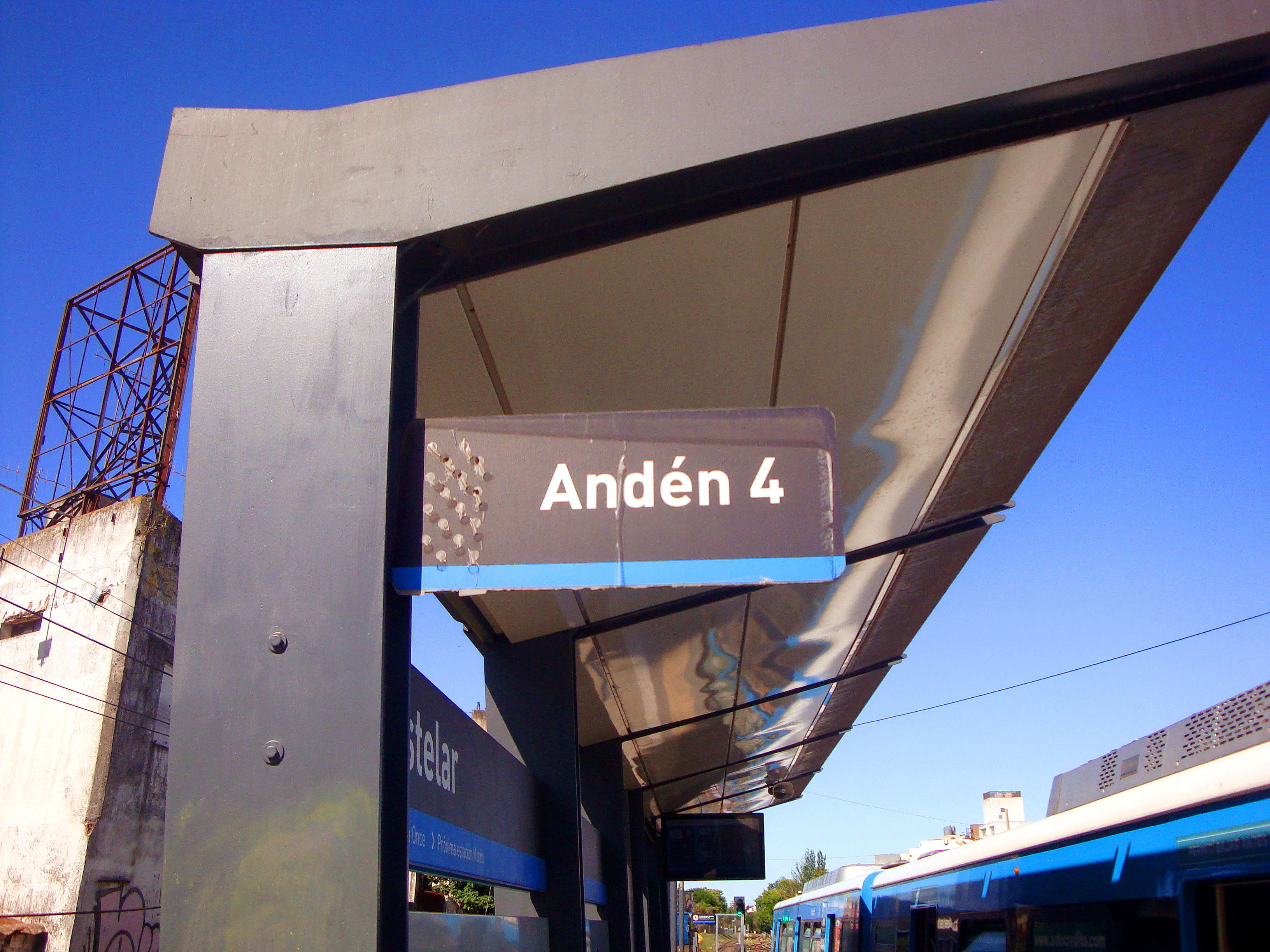
Señalética de la estación
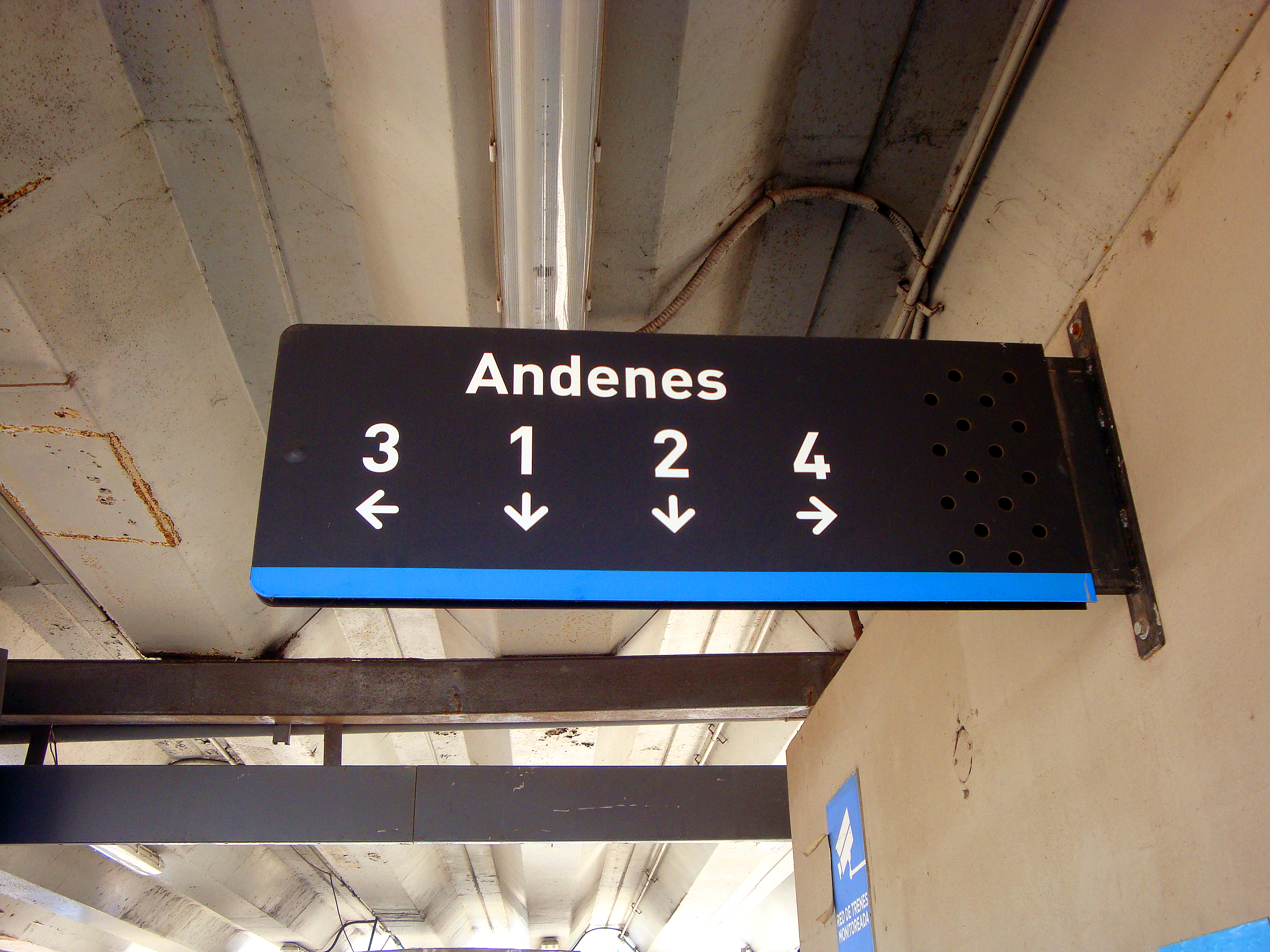
Señalética de la estación
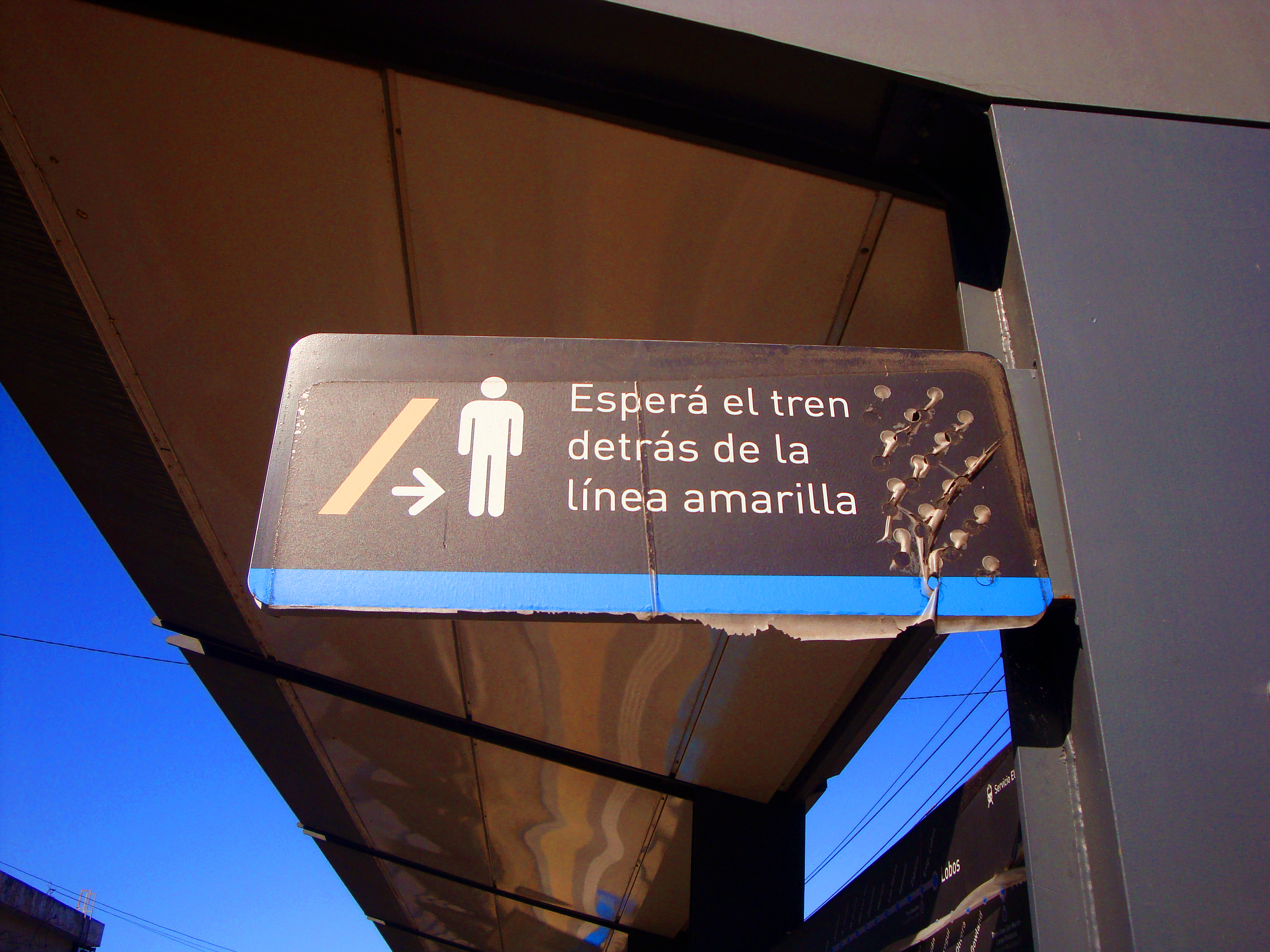
Señalética de la estación
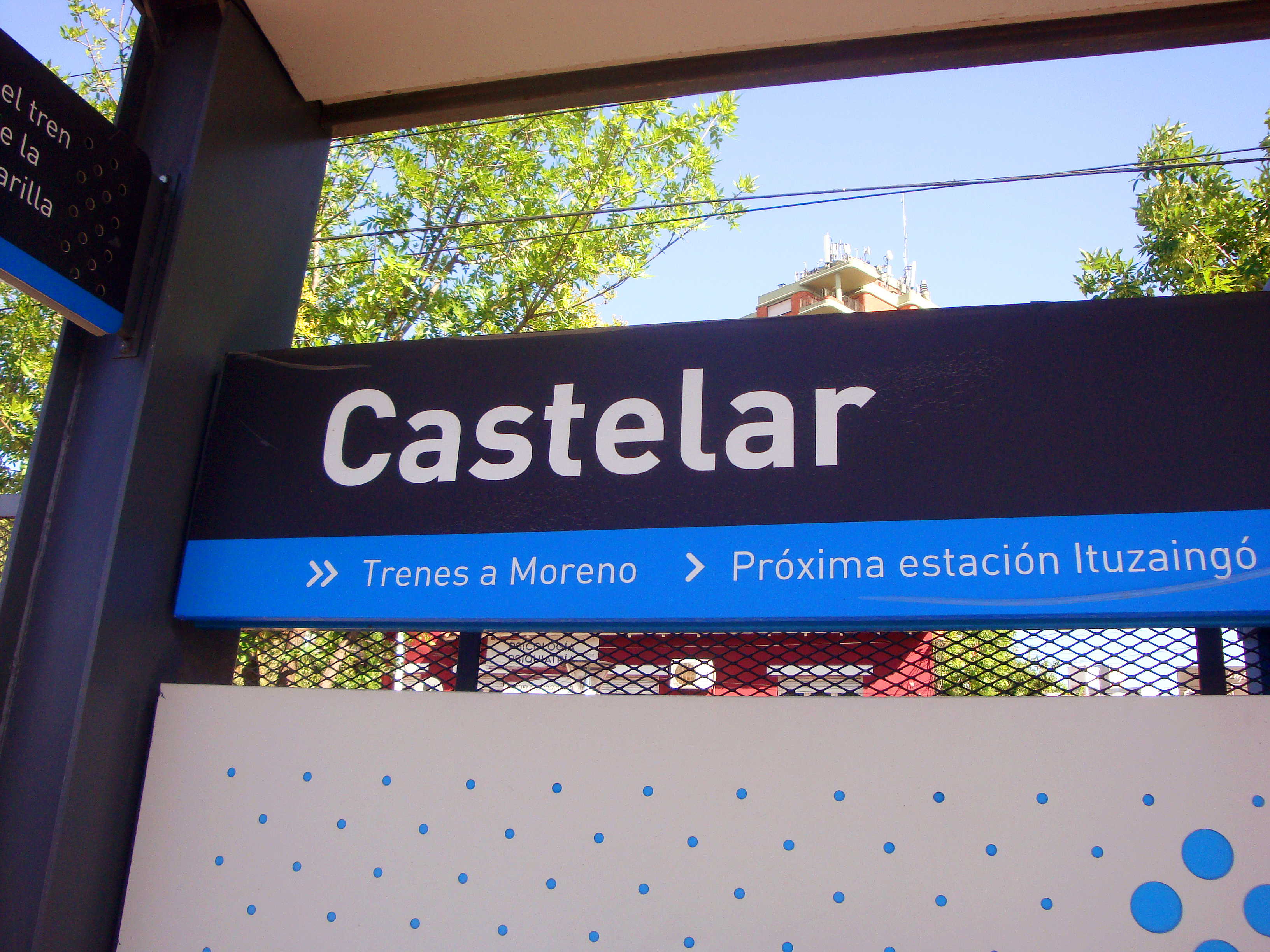
Señalética de la estación
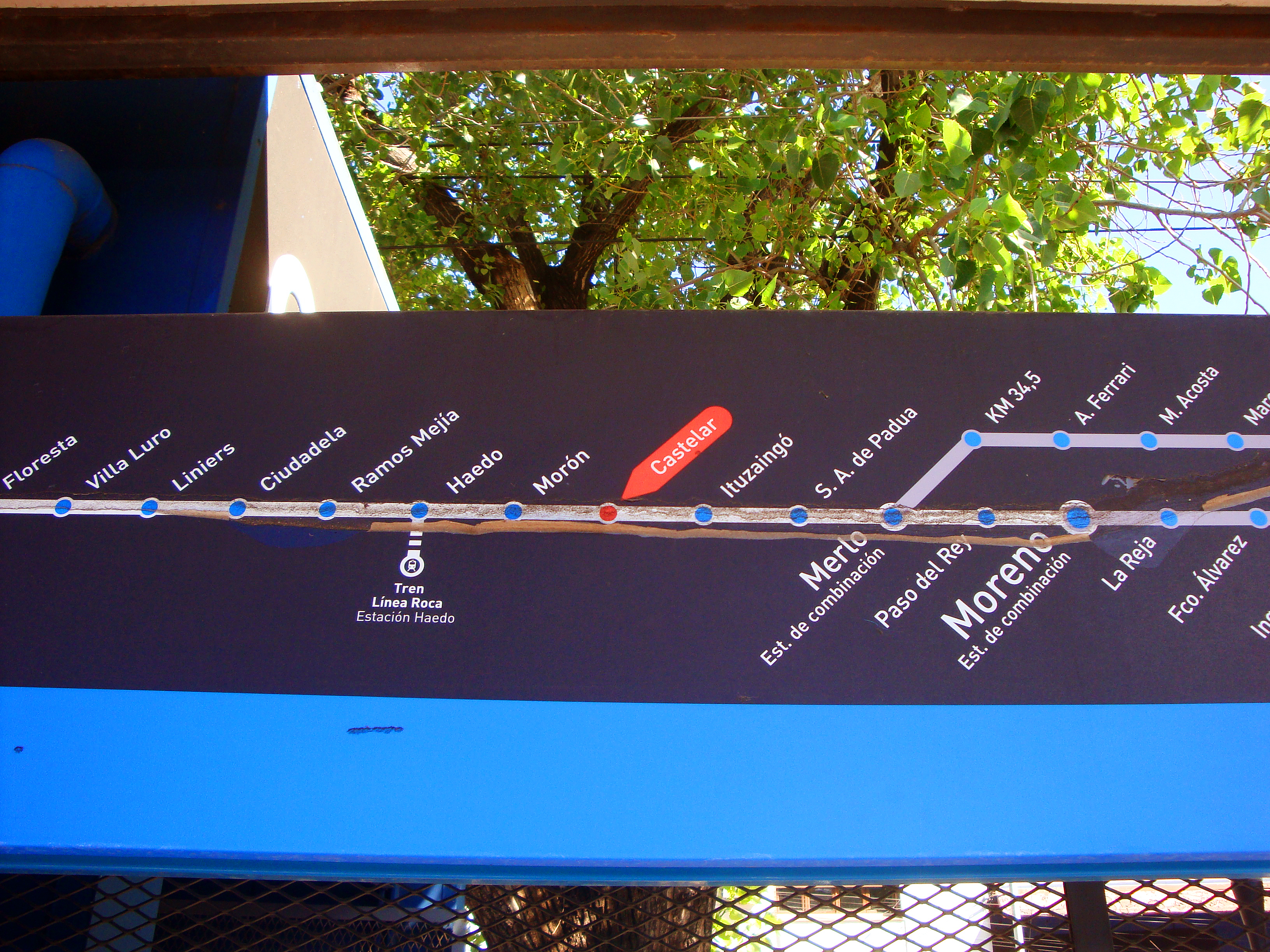
Señalética de la estación
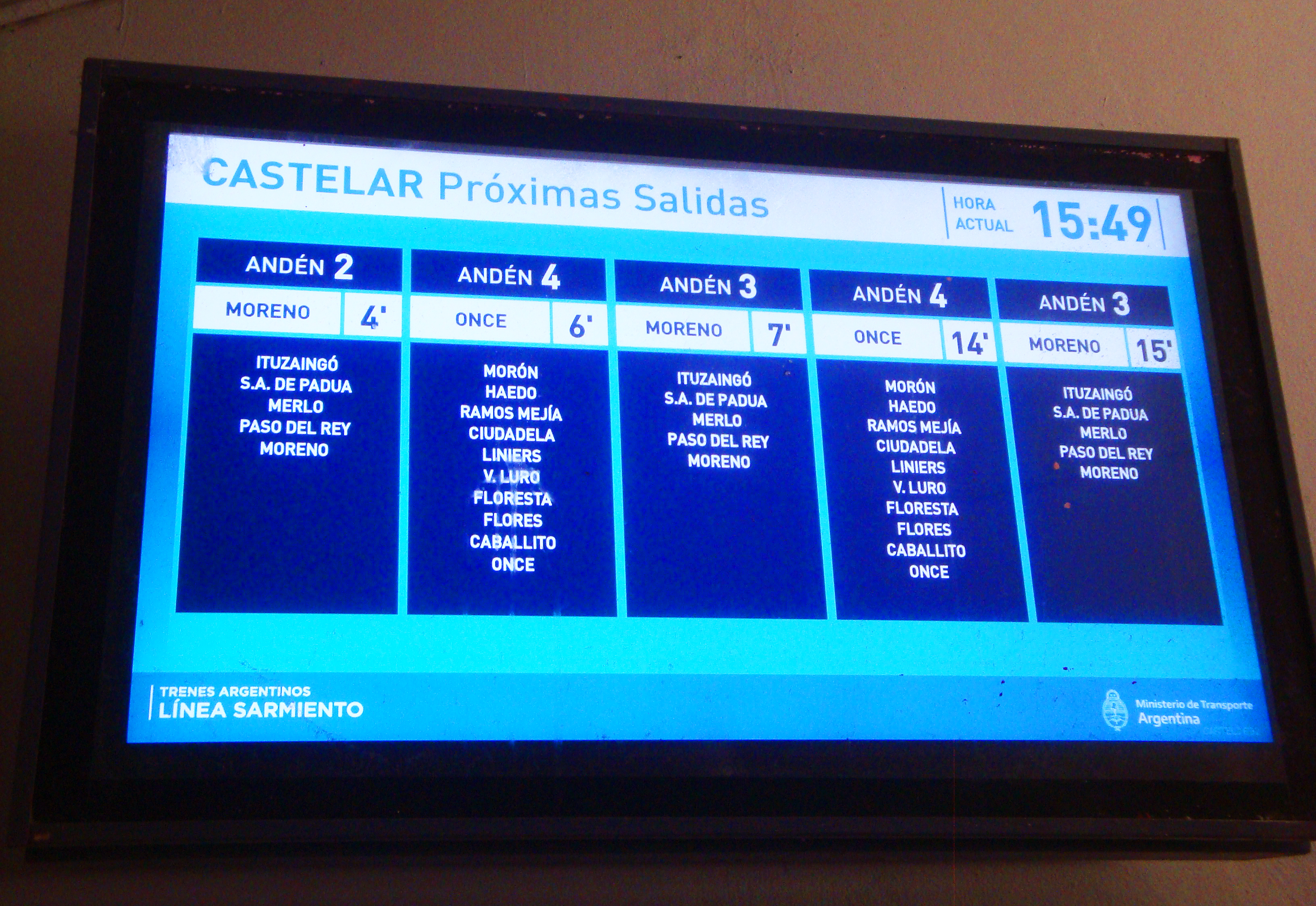
Pantalla de salidas